# 展海峰

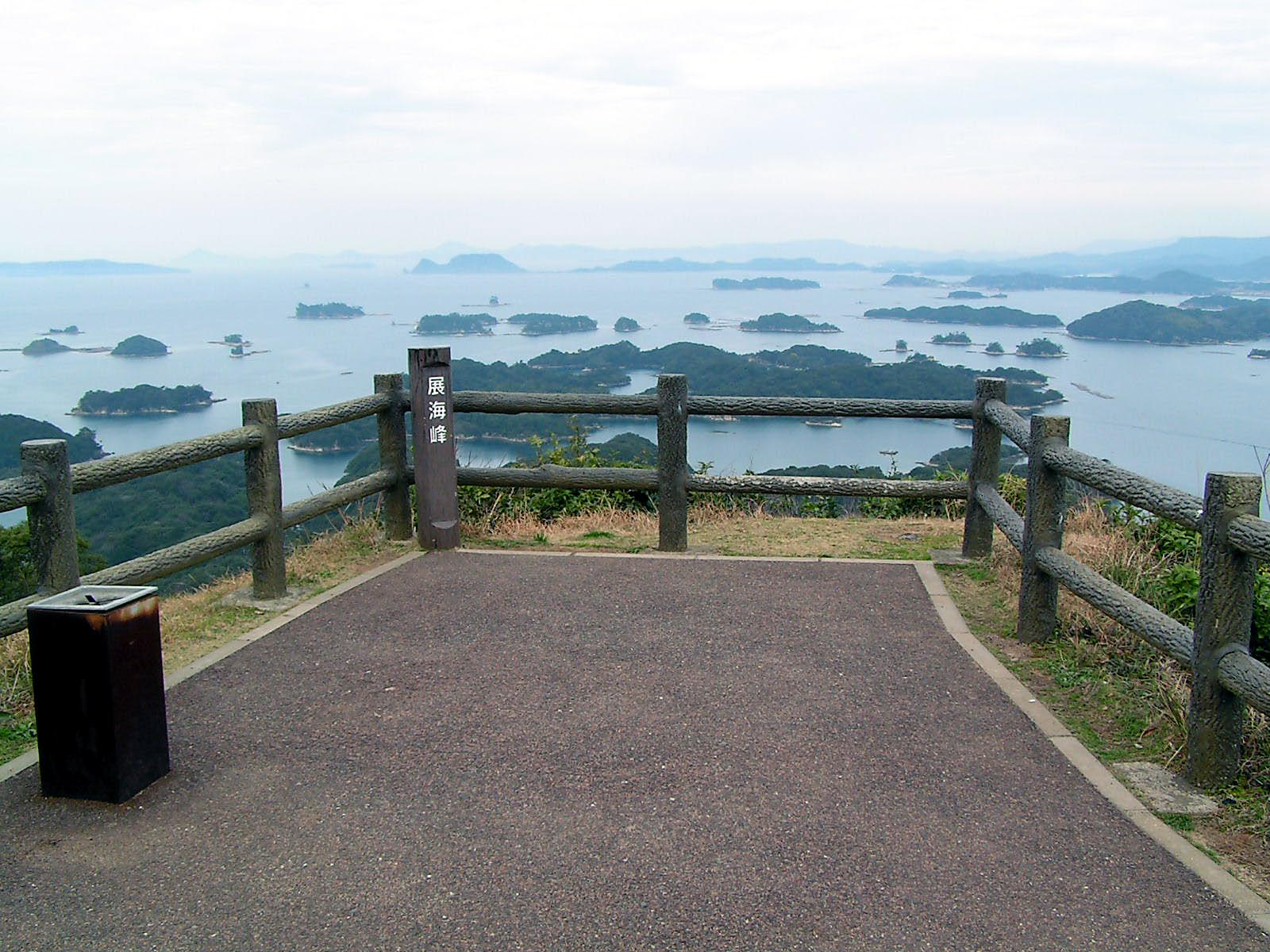
展望所

展海峰（てんかいほう）とは、長崎県佐世保市下船越町にある展望公園。1981年（昭和56年）から整備が始められた比較的新しい観光地である。

## 概要
佐世保市の中心部西側に張り出す俵ケ浦半島の中部にあり、交通が不便な土地だけに、特にマイカー利用者の受け入れ態勢に細心の注意が払われている。
県道からの取付道路を経て70台収容の駐車場を整備。売店とトイレも設置されている。ゆるい階段を登って到達する展望台はシンプルな構造で、眼下の風景を楽しむために特化しており、望遠鏡などのものものしい装備はない。案内説明板は島の名称を記したものと、4代目遊覧船「パールクイーン」の接近時刻を知らせるものがある。遊覧船が島影を縫う様子は、意外と写真愛好家から被写体として人気を得ており、時刻表は好評である。展望台脇には「美しき天然」の作曲者田中穂積の銅像が建つ。
一方、リピーターを呼ぶために、季節ごとに変化を与える工夫がなされている。駐車場そばの円形花壇で、春に菜の花、秋にコスモスを植え替える。島のみならず花を見に来る観光客も多く、それぞれの見頃にはニュースにも取り上げられる。展海峰開発は、南九十九島の観光客を南へ誘致する起爆剤となった。
展海峰に続いて、船越町にも船越展望台が増設されている。ヘアピンカーブの頂点にあるため、安全上の観点から実現が遅れたが、夕日を正面に展望できる絶好の撮影地として知られており、展望所をテラス状にして交通障害を起こさず展望できるようにしたものである。

## 観光の沿革

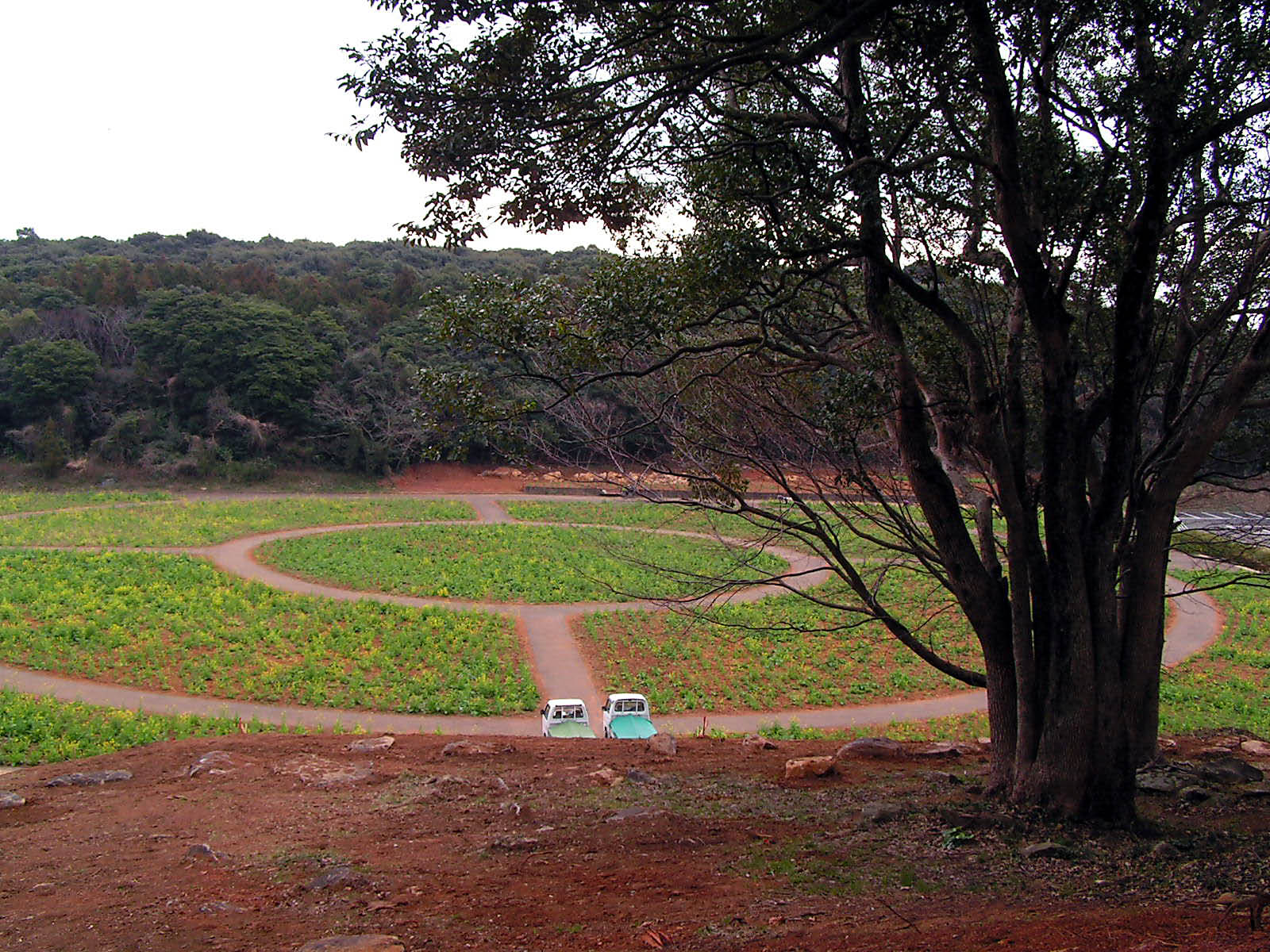
3月の円形花壇

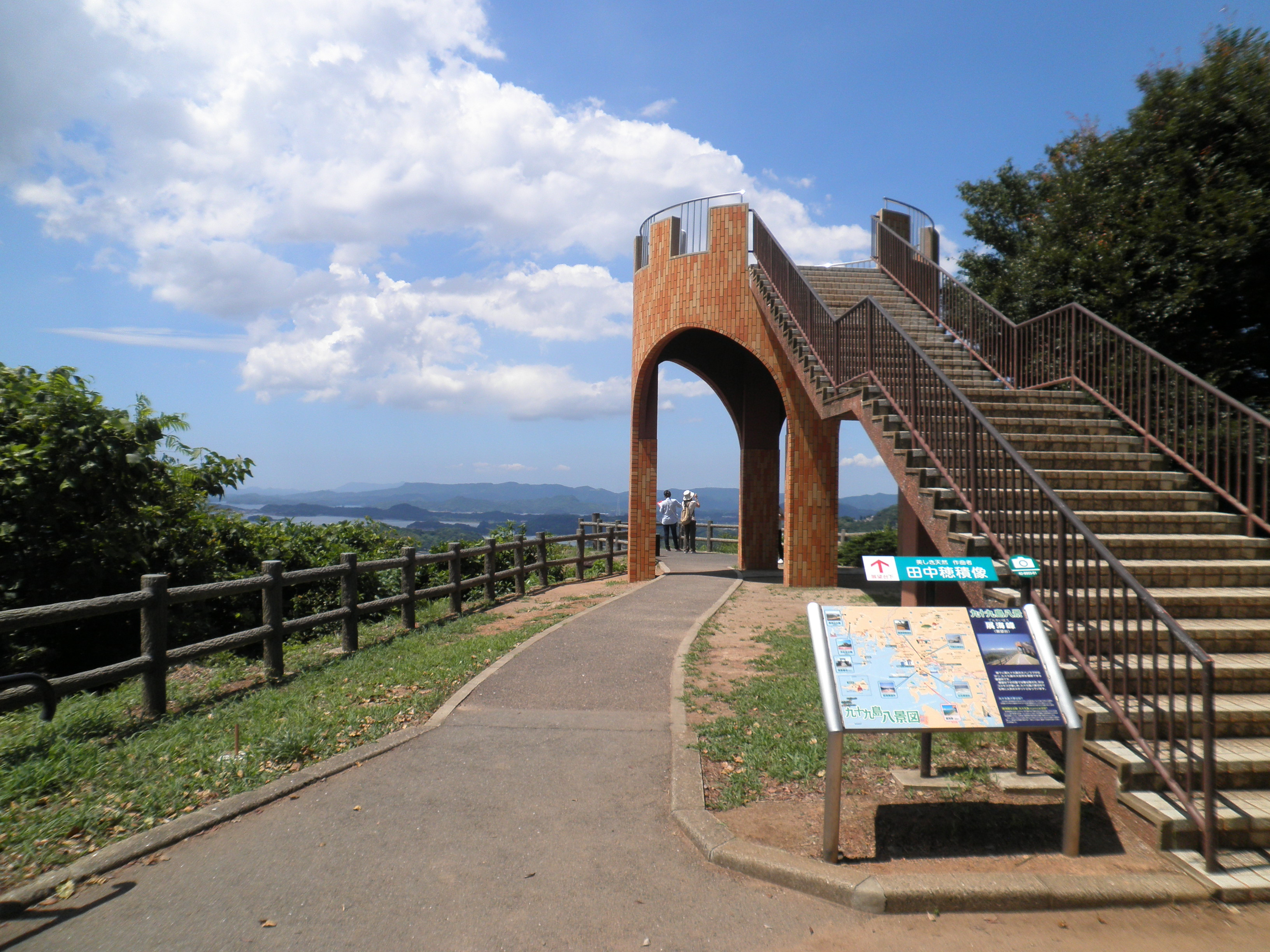
展望所に向かう階段

西海国立公園の中核をなす南九十九島の展望所は、戦前には弓張岳中腹の鵜渡越、戦後は弓張岳山頂が最大規模であった。しかしこれらは九十九島から遠く離れており、正面に見えるのは島影が比較的少ない牧島～金重島エリアであったため、迫力に欠ける嫌いがあった。
鹿子前観光桟橋と佐世保市亜熱帯動植物園の整備にともない、南九十九島に近接する船越地区に観光客が流入するようになると、動植物園を見下ろす石岳山頂に展望所を設け、牧島～松浦島エリアの展望が可能になった。ポスター等に用いられる九十九島の風景は、たいてい石岳展望台から撮影したものである。
しかし一部の観光客は、さらに南の下船越地区から松浦島を眼下に見下ろす展望スポットを見出していた。これが展海峰である。ここから眺めると、弓張岳からは山陰に隠れて見えない、干潮時に3つ・満潮時に1つの島になる黒小島が見え、遊覧船が松浦島の入江でターンする様子や、丈ヶ島と斧落の海峡をすり抜ける姿もよく見える。さらに周囲を見渡すと佐世保港から大島・崎戸島まで広い範囲が見渡せる。ただし、あまりにも既成の観光地から離れているためにメジャー化する機会は訪れずにいた。
1980年（昭和55年）頃から、南九十九島観光のてこ入れが始まる。展海峰の造成はその第一弾であった。翌1982年（昭和57年）には3代目遊覧船「海王」が就役、1983年には佐世保海洋リゾート構想が立ち上げられた。この構想は、鹿子前のみならず、南九十九島を囲む大崎半島・展海峰・白浜海水浴場を相互に結びつけた観光開発である。総面積23ヘクタールに及ぶ展海峰整備はこの構想の核となるもので、1億円が投資された。

## アクセス
- 車の場合 - 佐世保市内よりSSKバイパス～県道149号を通って約40分[9]。
- 公共交通機関使用の場合 - 佐世保駅前より西肥バス（させぼバスが担当）で「九十九島観光公園」行きで約40分「展海峰入口」下車、徒歩約5分。または「展海峰」下車すぐ。佐世保駅前-展海峰間の運賃は520円[3]。